# جان بی. کلی
سر جان بی. کلی (به انگلیسی: Sr.John B. Kelly) ورزشکار مرد رشتهٔ روئینگ اهل کشور ایالات متحده آمریکا است. وی در بین سال‌های ۱۹۲۰ تا ۱۹۲۴ میلادی در مسابقات بازی‌های المپیک تابستانی در مجموع ۳ مدال طلا را کسب کرد.
وی پدر گریس کلی هنرپیشه سرشناس آمریکایی و ملکه موناکو بود.